# Torsön
Torsön är en ö i Finland. Den ligger i Bottenviken och i kommunen Nykarleby i den ekonomiska regionen  Jakobstadsregionen i landskapet Österbotten, i den västra delen av landet. Ön ligger omkring 68 kilometer nordöst om Vasa och omkring 410 kilometer norr om Helsingfors.
Öns area är 5,19 kvadratkilometer och dess största längd är 4,1 kilometer i nord-sydlig riktning. Ön höjer sig omkring 25 meter över havsytan.